# Scusi, lei è favorevole o contrario?
Scusi, lei è favorevole o contrario? (traducción literal: Disculpe, ¿está a favor o en contra?) es una película italiana de 1966 dirigida por Alberto Sordi, quien también escribió el guion con la colaboración de Sergio Amidei y Dario Argento.

## Sinopsis
Un empresario exitoso de cincuenta años, opuesto al divorcio por motivos religiosos, en realidad está legalmente separado de su esposa y lleva una vida agitada, dividida entre sus amantes, sus negocios y el afán de tener una relación digna con sus hijos.

## Reparto
- Alberto Sordi es Tullio Conforti
- Silvana Mangano es Emanuela
- Giulietta Masina es Ana
- Anita Ekberg es Olga
- Bibi Andersson es Ingrid
- Paola Pitagora es Valeria Conforti
- Laura Antonelli es Piera Conforti
- Franca Marzi es Camilla
- Lina Alberti es Celeste
- Tina Aumont es Romina